# ليورديني
ليورديني هي بلدية تقع في إقليم أرجيش في رومانيا.